# Garrison Dam

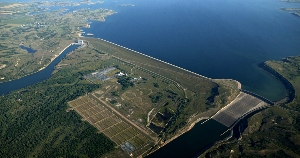
Flygbild av Garrison Dam

Garrison Dam är en 64 meter hög jordfylld fyllningsdamm i Missourifloden i centrala North Dakota i USA. Den byggdes åren 1947–1953, som en del av det stora dammprojektet Pick-Sloan Missouri Basin Program, och är med sin längd på 3,44 km USA:s tredje största vattenreservoar. Det uppdämda området bildar sjön Lake Sakakawea.
Garrison Dam är uppkallad efter staden Garrison omedelbart norr om dämningen, och den ligger mellan städerna  Riverdale och Pick City i North Dakota. Den nominella kapaciteten för de fem Francisturbinerna är 583,3 MW (3 x 121,6 MW, 2 x 109,25).

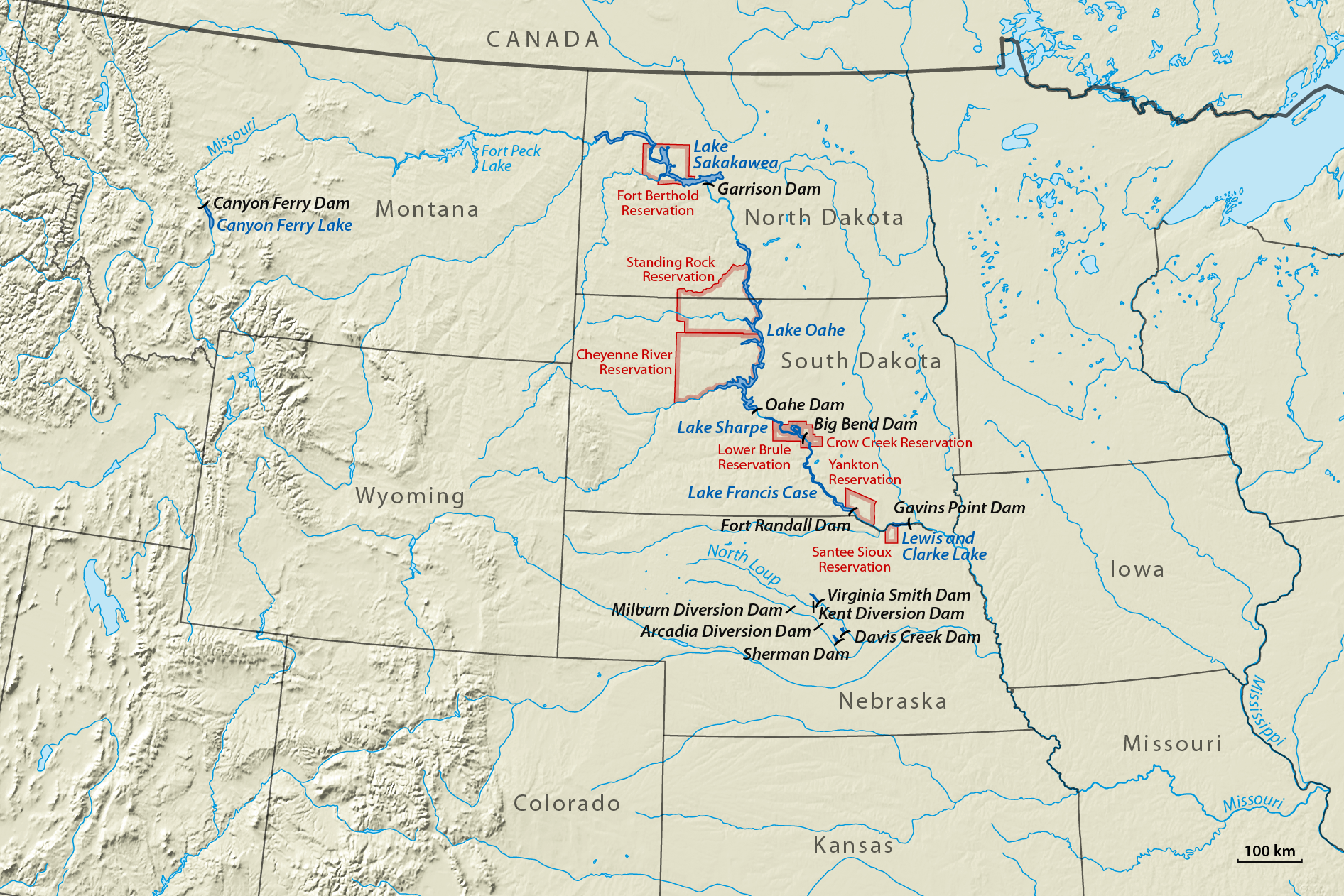
Dammar och vattenreservoarer inom Pick–Sloan Missouri Basin Program

Garrison Dam är en del av det stora vattenkraftsprojektet Pick-Sloan Missouri Basin Program längs med Missourifloden. Ett nära 620 kvadratkilometer stort område inom indianreservatet Fort Berthold har översvämmats som en följd av projektet. Landområdet tillhörde Three Affiliated Tribes och hade varit deras hemvist i flera hundra år. Indianerna fick 1949 $7,5 miljoner, som en kompensation för att de förlorat 94 procent av sin åkermark. I avtalet ingick också att de inte fick utnyttja området nära sjön till betesmark, jakt och fiske. Omkring 1 700 invånare tvingades flytta, några till staden New Town i North Dakota.
Garrison Dam är en av sex dämningar längs med Missourifloden. Uppströms ligger Fort Peck Dam vid staden Fort Peck i staten Montana. Nedströms ligger först Oahe Dam som dämmer upp Lake Oahe i South Dakota och därefter Big Bend Dam, Fort Randall Dam och Gavins Point Dam (nära staden Yankton) – alla i South Dakota. 
De sex vattenreservoarerna i systemet har en total kapacitet på  cirka 90 000 miljoner kubikmeter.